# Iulota
Iulota is een geslacht van vlinders van de familie tastermotten (Gelechiidae).

## Soorten
- I. epispila (Lower, 1897)
- I. ischnora (Turner, 1919)
- I. ithyxyla Meyrick, 1904
- I. ochropolia Turner, 1938
- I. phauloptila (Turner, 1919)
- I. triglossa (Meyrick, 1904)